# 2003 (szám)
A 2003 (kétezer-három) (római számmal: MMIII) a 2002 és 2004 között található természetes szám.

## A matematikában
A tízes számrendszerbeli 2003-as a kettes számrendszerben 11111010011, a nyolcas számrendszerben 3723, a tizenhatos számrendszerben 7D3 alakban írható fel.
A 2003 páratlan szám, prímszám. Kanonikus alakja 20031, normálalakban a 2,003 · 103 szorzattal írható fel. Két osztója van a természetes számok halmazán, ezek növekvő sorrendben: 1 és 2003.
Negyvenhat szám valódiosztó-összegeként áll elő, közülük a legkisebb a 4077.